# 岩沼市農業協同組合
岩沼市農業協同組合（いわぬましのうぎょうきょうどうくみあい）は、宮城県岩沼市中央に本店を置いていた農業協同組合。愛称はJA岩沼市。

## 概要
1940年代後半に発足した農業協同組合の中では、宮城県では唯一農協合併を経験せず、75年もの間、現在の岩沼市中央部を手掛ける農業協同組合としての歴史を重ねてきた。しかし、2015年末に宮城県農業協同組合中央会が、県内の14農協を3農協へ再編する方針が提示したことを受け、JA岩沼市は、名取岩沼農協、みやぎ亘理農協、みやぎ仙南農協と合併に向け検討を開始したが、その後合併は成立しなかった。その後、2025年4月1日付で仙台農協が、当農協と名取岩沼農協、みやぎ亘理農協を吸収合併し、当農協は解散。

## 沿革
- 1948年（昭和23年）5月23日 - 岩沼町農業協同組合として発足。
- 時期不明 - 岩沼町が岩沼市への市制施行などにより、岩沼市農業協同組合に改称。
- 時期不明 - 西支店を開設。
- 2025年（令和7年）4月1日 - 名取岩沼、みやぎ亘理の各農協と共に仙台農業協同組合に編入され、解散。本店は仙台農協岩沼支店として、西支店は仙台農協岩沼西支店として継承される。
  - 運営していた岩沼青果地方卸売市場については同農協（合併後はJA仙台）と(株)石巻青果の共同出資による新会社「(株)岩沼青果」が運営を引き継いだ[2]。